# Calyptranthera grandiflora
Calyptranthera grandiflora är en oleanderväxtart som beskrevs av Klackenberg. Calyptranthera grandiflora ingår i släktet Calyptranthera och familjen oleanderväxter. Inga underarter finns listade i Catalogue of Life.